# Doorin Point
Doorin Point är en udde i republiken Irland.   Den ligger i grevskapet County Donegal och provinsen Ulster, i den norra delen av landet, 190 km nordväst om huvudstaden Dublin.
Terrängen inåt land är huvudsakligen platt, men norrut är den kuperad. Havet är nära Doorin Point söderut.  Närmaste större samhälle är Ballyshannon, 13,4 km sydost om Doorin Point. 